# Võru
Võru (deutsch Werro, russisch Выру) ist eine Stadt im Kreis Võru im Südosten Estlands mit etwa 12.000 Einwohnern. Die Stadt ist sowohl das wirtschaftliche als auch das Verwaltungszentrum des über 33.000 Einwohner zählenden Kreises Võru. In Võru wird vielfach der südestnische Dialekt (Võru-Sprache) gesprochen.

## Geschichte

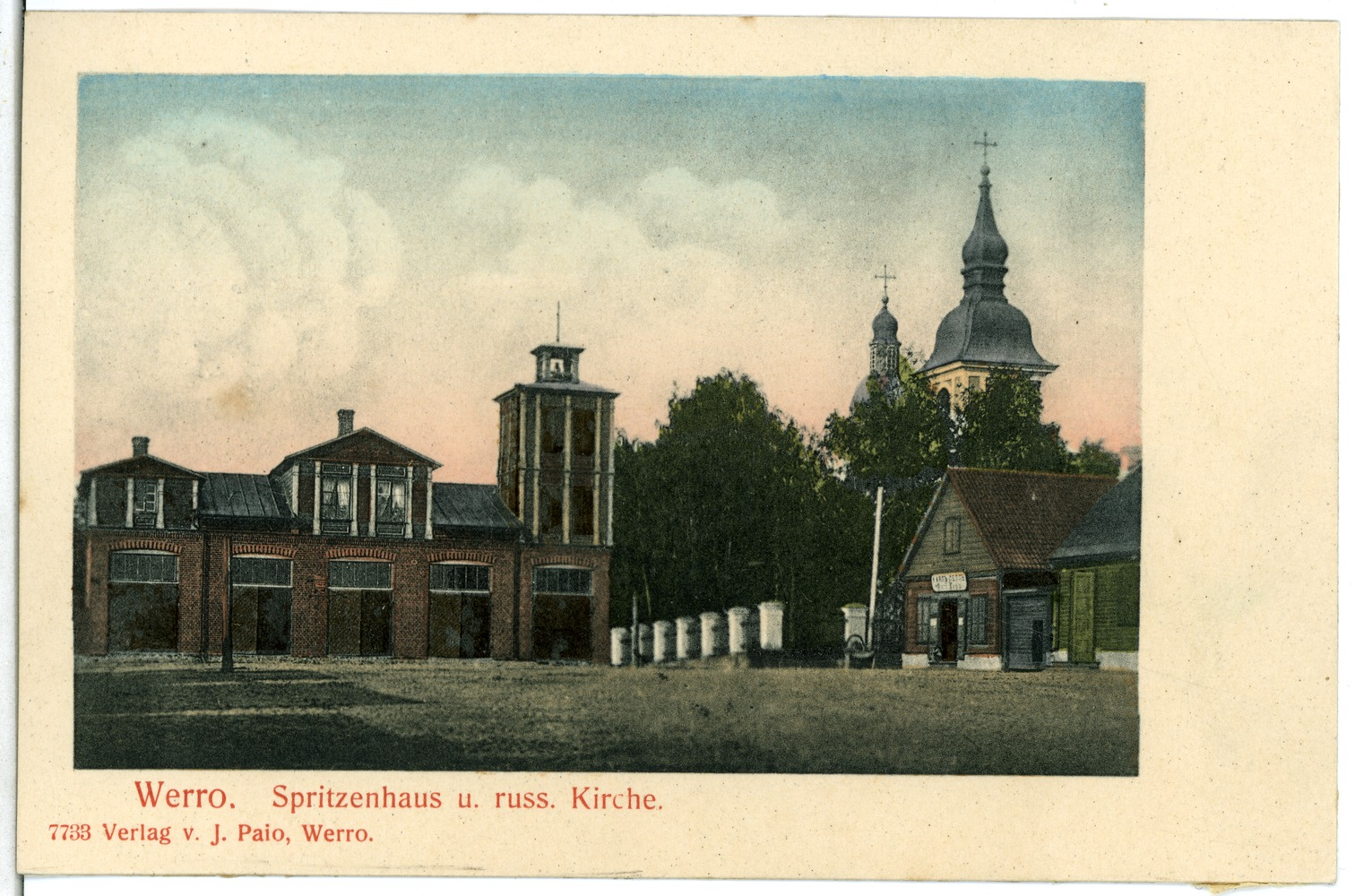
Werro, 1906 Spritzenhaus und russische Kirche-Brück & Sohn Kunstverlag.

Als Gründungsdatum von Võru wird der 21. August 1784 angesehen, an dem der Generalgouverneur von Riga mit seiner Unterschrift ein Dekret zur Gründung der neuen Stadt und zur Festlegung des Stadtnamens besiegelt hat. 1785 wurde die Stadtplanung abgeschlossen. Im historischen Straßennetz, das sich wie einige einstöckige Holzhäuser bis heute erhalten hat, dominieren rechte Winkel.

## Kultur und Sehenswürdigkeiten

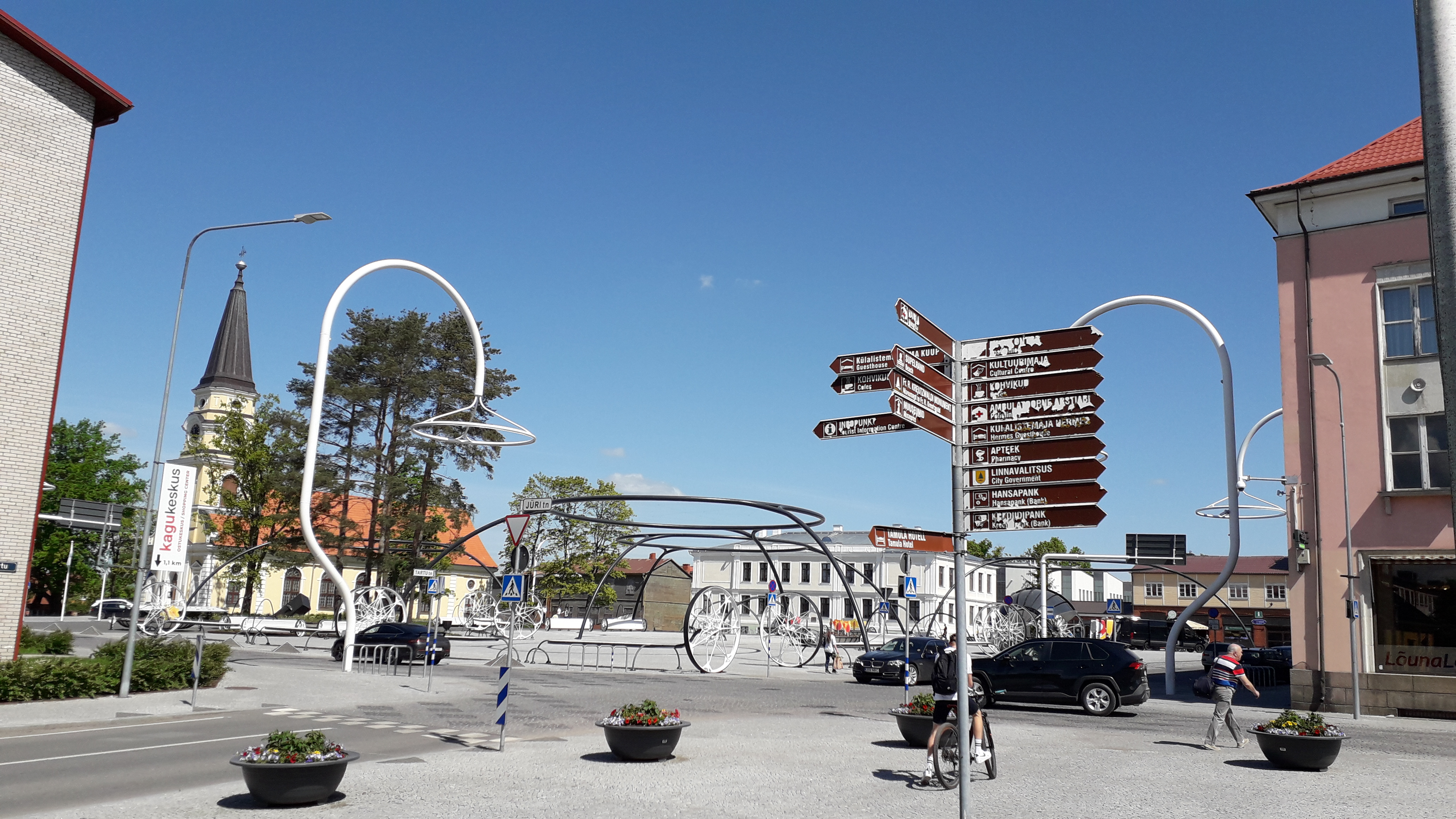
Zentraler Platz in Võru

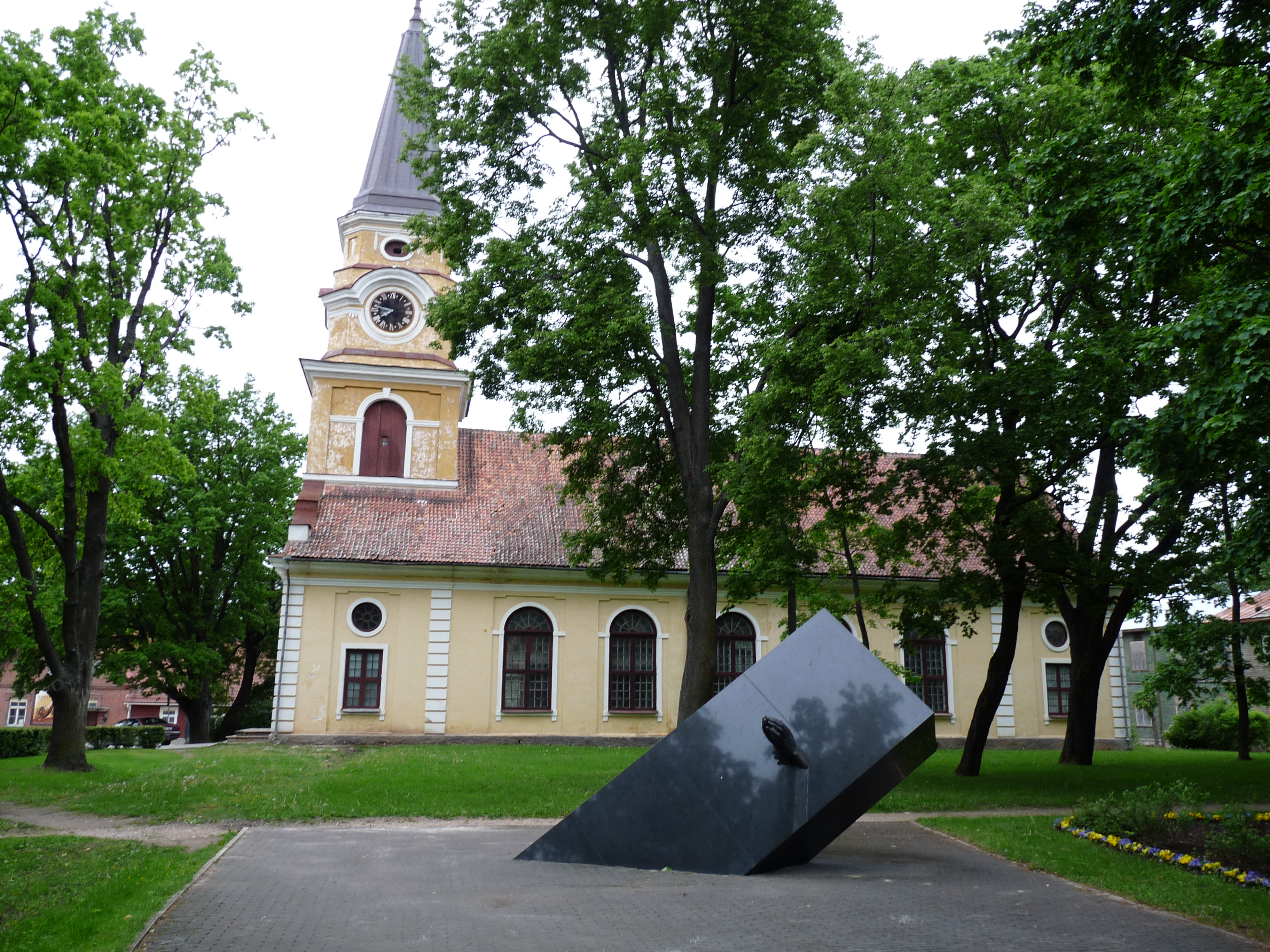
Estonia-Skulptur und Katharinenkirche

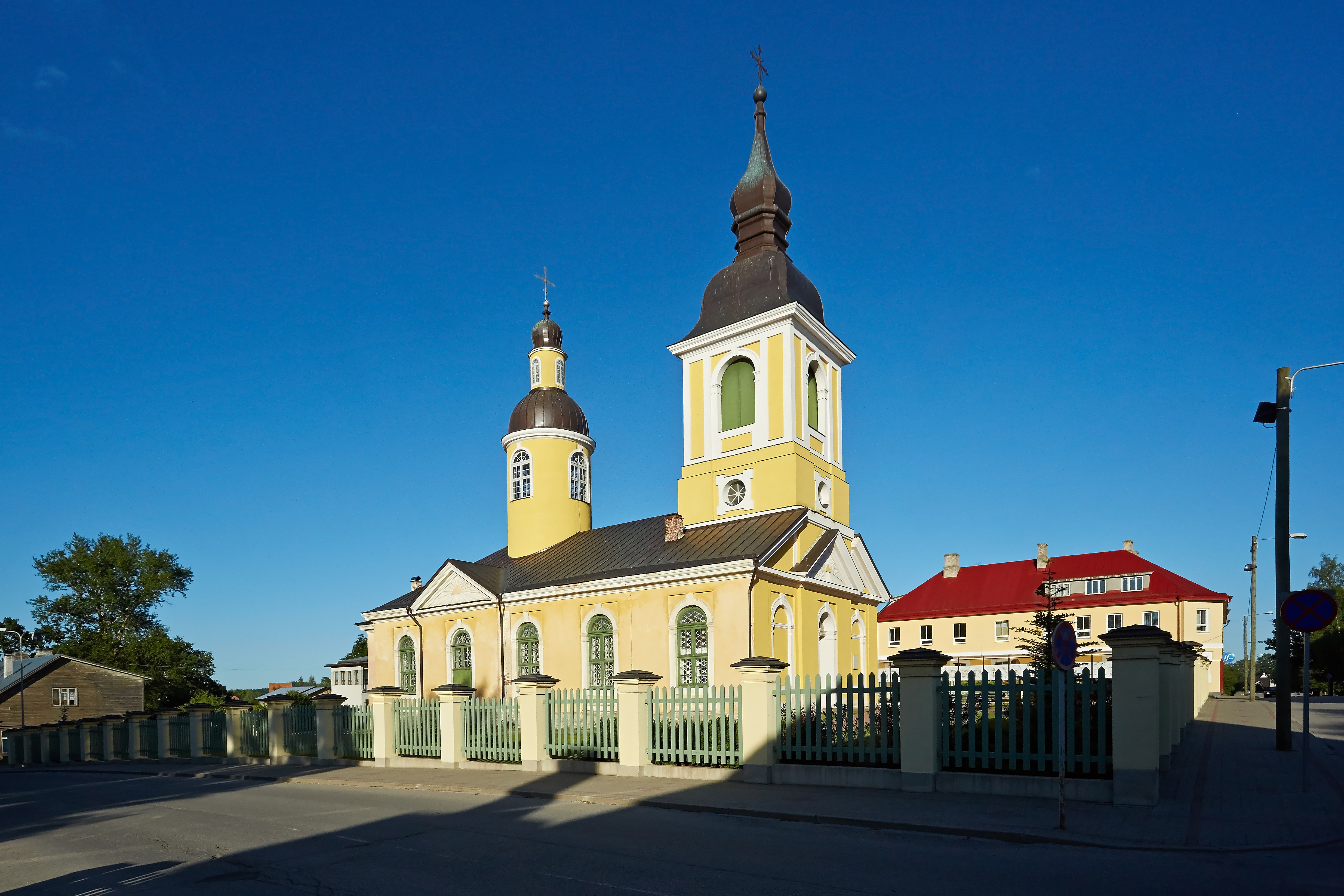
Orthodoxe Katharinenkirche

Herausragende Kulturereignisse sind ein Folklore-Musikfestival, das jährlich im Juli stattfindet, sowie Konzerte am nahegelegenen Tamula-See.

### Sehenswürdigkeiten
Der 2019 erneuerte zentrale Platz wird vom Staatshaus (1938), der evangelisch-lutherischen Katharinenkirche (1793), dem Gebäude des Gymnasiums (das älteste Haus in der Stadt, 18. Jahrhundert), dem Feuerwehrhaus (1900), der apostolischen Katharinenkirche (1804) und einem Bankgebäude (1938).
An den Werroer Stadtarzt und estnischen Schriftsteller Friedrich Reinhold Kreutzwald erinnert ein Denkmal und ein Museum.
Im 1983 gebauten Kulturhaus ist das Võrumaa Muuseum untergebracht. Es gibt einen Überblick über das Leben in Kreis Võru von der Steinzeit bis in die Moderne.

### Estonia-Gedenkstätte
Die Gedenkstätte für die bei dem Untergang des Fährschiffs Estonia im Jahre 1994 umgekommenen 17 Einwohner der Stadt steht in der Grünanlage Seminari väljak neben der Katharinenkirche (Katariina kirik). Die Skulptur zeigt einen stark geneigten schwarzen Granitblock, der im Boden „untergeht“. Aus dem Granitblock ragen zwei zusammengelegte „betende Hände“ (nach einem Motiv von Albrecht Dürer) heraus. Neben der Skulptur steht ein schlankes weißes Kreuz. Die Gedenkstätte wurde im Jahr 1996 von dem Bildhauer Mati Karmin fertiggestellt und nennt die Namen der 17 Toten.

## Wirtschaft
Ein Wirtschaftsfaktor ist die Taara-Kaserne, ein Standort der estnischen Landstreitkräfte im Süden der Stadt. Neben den hier stationierten Teilen der 2. estnischen Infanteriebrigade sind hier im Rahmen der Operation Atlantic Resolve auf Rotationsbasis US-amerikanische Infanterie- oder Fallschirmjägertruppen stationiert.

## Verkehr
Die Stadt liegt an der Põhimaantee 2 (Europastraße 263) Tallinn – Tartu – Luhamaa. Eine Fahrt mit dem Fernbus nach Tallinn dauert etwa vier Stunden. Der nächstgelegene Flughafen in Tartu ist 63 km entfernt.
Der Bahnhof der Stadt liegt an der Bahnstrecke Valga–Petschory, jedoch ist der Personenverkehr auf der Schiene hier seit 2001 eingestellt.

## Sport
Das Võru staadion ist ein Fußballstadion mit Leichtathletikanlage und die Heimspielstätte des JK Võru. Die Anlage hat ein Fassungsvermögen von 1.600 Zuschauern.

## Städtepartnerschaften
Partnerstädte von Vöru sind
| - Bad Segeberg, Deutschland (1991) - Alūksne, Lettland (2003) - Suwałki, Polen (1999) - Chambray-lès-Tours, Frankreich - Laitila, Finnland - Iisalmi, Finnland | - Landskrona, Schweden - Härryda, Schweden - Joniškis, Litauen - Kaniw, Ukraine - Smoljan, Bulgarien - Petschory, Russland |

## Persönlichkeiten
- Richard Hausmann (1842–1918), Historiker
- Hermann Koch (1882–1957), deutschbaltischer Politiker
- Wilhelm von Wrangell (1894–1976), Staatsrat
- Debora Vaarandi (1916–2007), Lyrikerin
- Heido Vitsur (* 1944), Wirtschaftswissenschaftler und Politiker
- Ele Süvalep (* 1951), Literaturwissenschaftlerin
- Clyde Kull (* 1959), Diplomat, Botschafter der Republik Estland
- Toomas Sildmäe (* 1959), Unternehmer und Politiker
- Urmas Kaldvee (* 1961), Biathlet
- Avo Keel (* 1962), Beachvolleyballspieler
- Janika Kronberg (* 1963), Literaturwissenschaftler, Kritiker und Essayist
- Igor Taro (* 1968), Unternehmer und Politiker
- Taivo Kuus (* 1969), Skilangläufer
- Erki Nool (* 1970), Leichtathlet, 2000 Olympiasieger im Zehnkampf, Politiker und Funktionär
- Kerttu Rakke (* 1970), Schriftstellerin
- Janno Prants (* 1973), Biathlet
- Margus Ader (* 1977), Biathlet
- Kaija Vahtra (* 1986), Skilangläuferin
- Karl-August Tiirmaa (* 1989), Skispringer
- Mats Piho (* 1990), Skispringer und Nordischer Kombinierer
- Kail Piho (* 1991), Skispringer und Nordischer Kombinierer
- Martti Nõmme (* 1993), Skispringer
- Han-Hendrik Piho (* 1993), Skispringer und Nordischer Kombinierer
- Robert Täht (* 1993), Volleyballspieler
- Õilme Võro (* 1996), Sprinterin

## Galerie

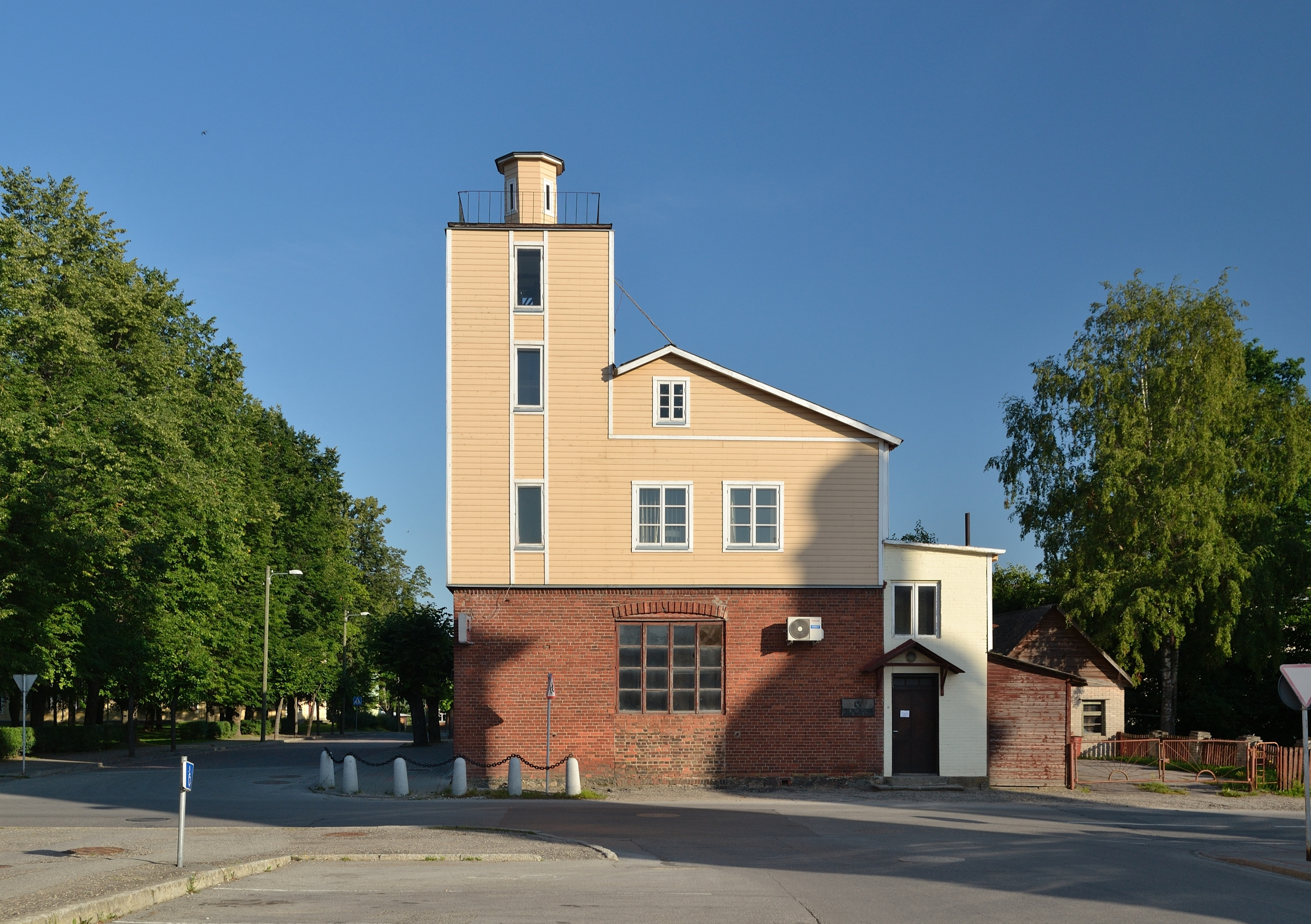
Alte Feuerwache Vöru
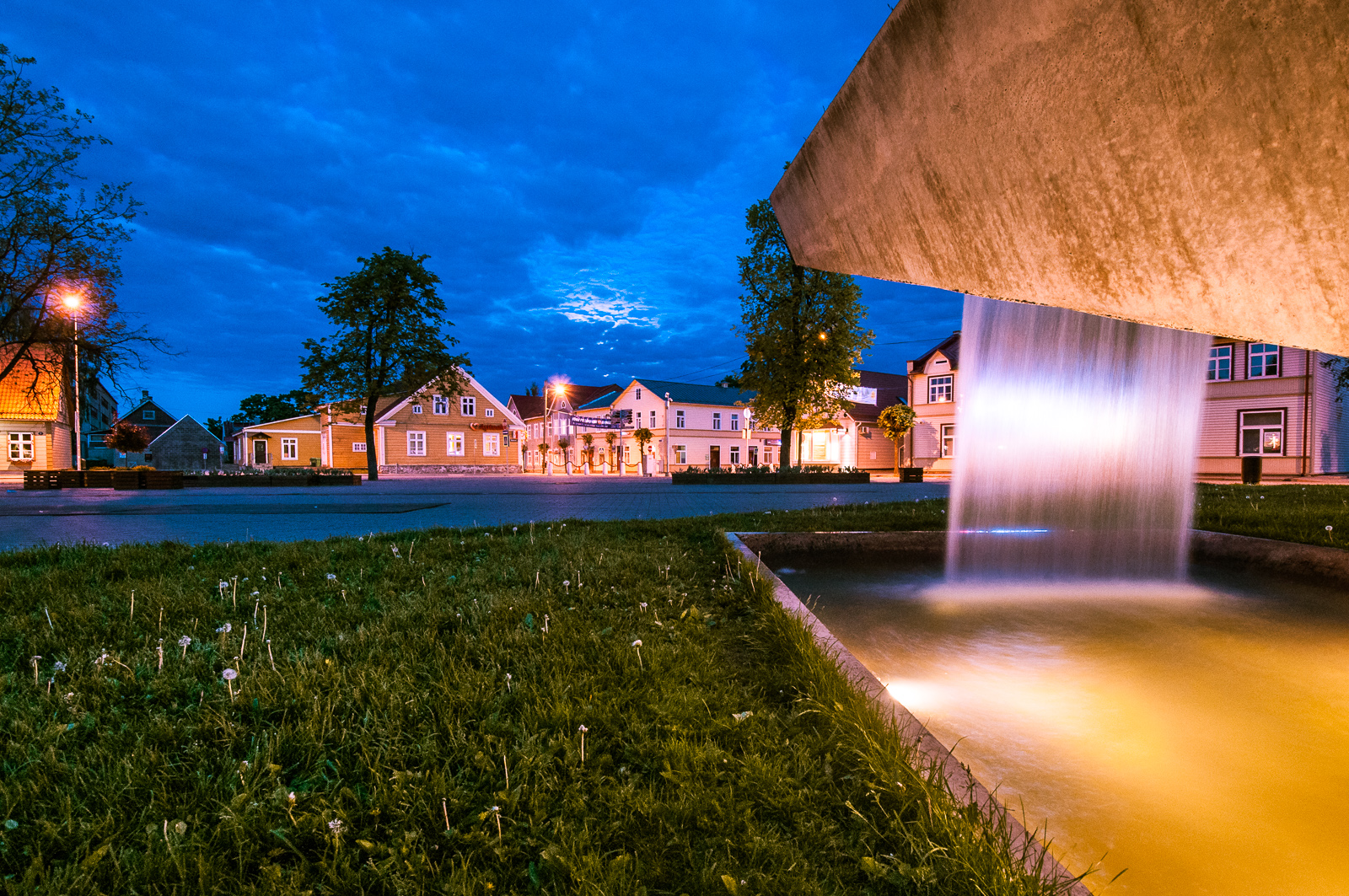
Vöru, Zentrum bei Nacht
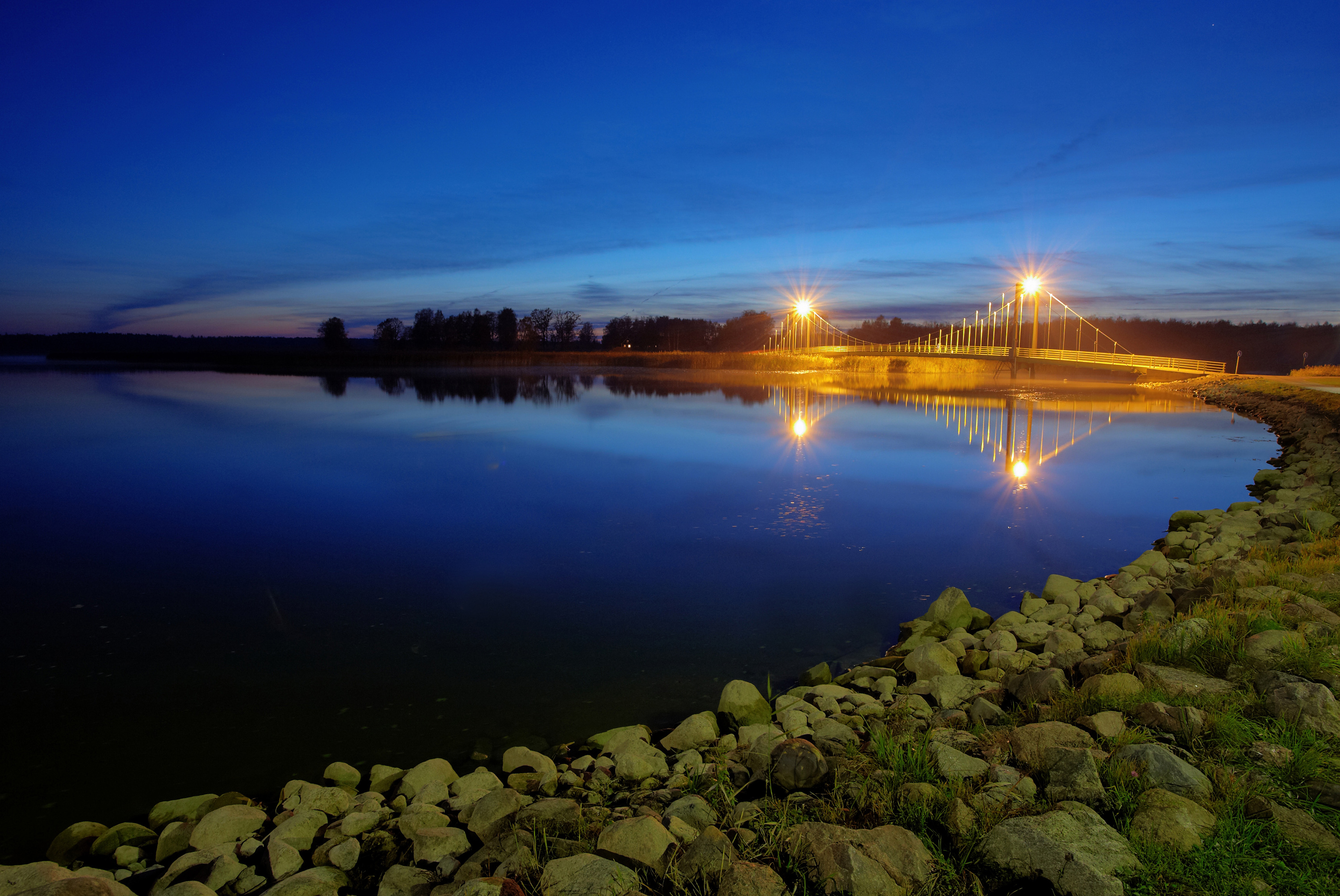
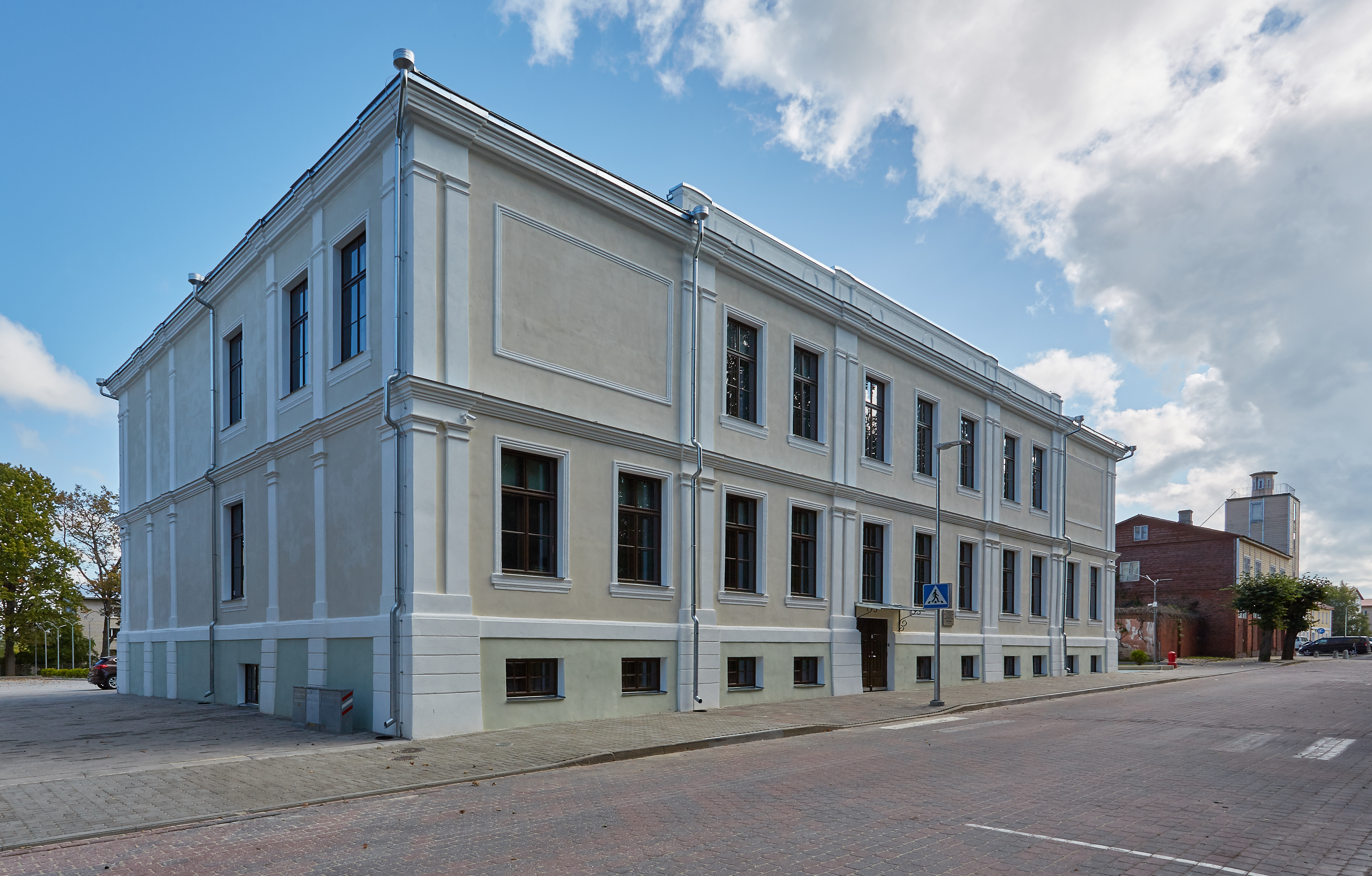
Schule in Vöru
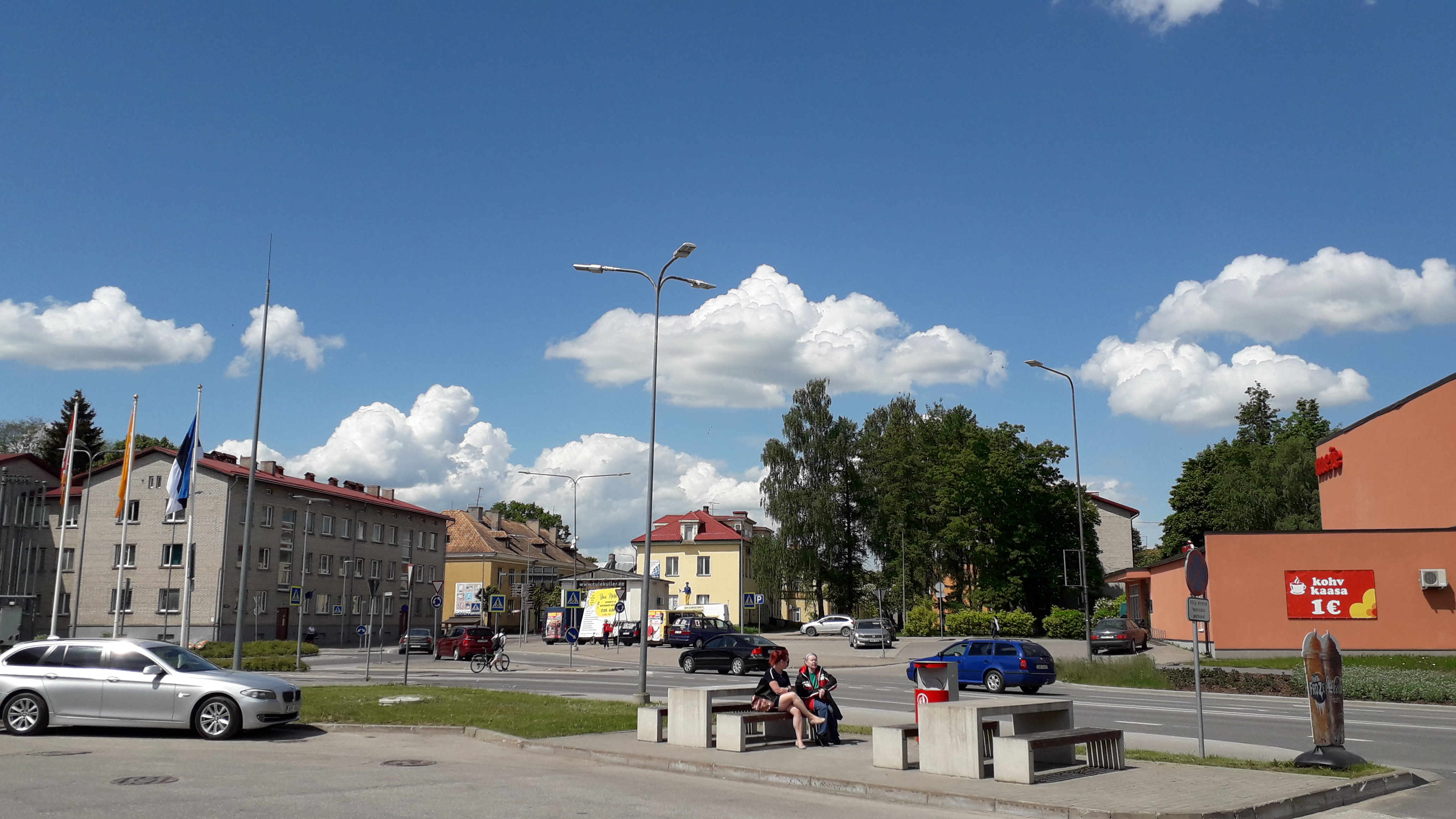
Jüri Straße

## Nachweise
1. ↑  Visit Estonia. Abgerufen am 3. Juli 2025.
2. ↑  US military personnel based in Estonia now number around 600. err.ee, 9. September 2023
3. ↑  Busfahrplan. Abgerufen am 3. Juli 2025 (estnisch).
4. ↑  Website Vöru